# 汝陰郡 (僑郡)
汝陰郡，東晉所設置的僑郡，稱南汝陰郡。
寄治淮南郡合肥縣（今安徽省合肥市西）。下轄汝陰、慎、宋3個僑縣。劉宋大明八年（464年）省南陳左郡入南汝陰郡，成為實土僑郡。下領南陳左縣、赤官左縣、蓼城左縣3個實縣及汝陰、慎、宋、陽夏（原屬南梁僑郡）、安陽（原屬南梁僑郡）5個僑縣。蕭齊時領南陳左縣、邊水2個實縣及慎、汝陰、宋、安陽、和城（原屬南頓僑郡）、南頓（原屬南頓僑郡）、陽夏、宋丘、樊、鄭、東宋11個僑縣。蕭梁時稱汝陰郡，北齊取之。隋朝開皇初廢郡。